# Llista de capítols de My Hero Academia
Això és una llista dels volums i capítols del manga de la sèrie My Hero Academia, sèrie de manga creada per Kohei Horikoshi.
Es publica a la revista Shūkan Shōnen Jump de l'editorial Shūeisha des del 7 de juliol del 2014. Shueisha n'ha aplegat els capítols en volums tankōbon, i a maig de 2023 se n'havien editat 37.
L'editorial Planeta Cómic va començar a publicar els volums traduïts al català el 23 març del 2022, sense una periodicitat fixa.

## Argument
El 80% de la població mundial ha desenvolupat uns superpoders anomenats dons. Per aquest motiu, han aparegut tant superherois com superdolents. L'Izuku Midoriya, però, és part del 20% de la població sense cap do. Tanmateix, el seu desig més gran és poder estudiar a l'Institut Yûei (també conegut amb les sigles U.A.) i convertir-se en un heroi com el seu ídol, All Might, que era el millor heroi del món i també el símbol de la pau. Un dia, llavors, coneix casualment l'All Might en persona, que li ofereix d'heretar els seus poders en veure la seva gran determinació tot i haver nascut sense do.

## Publicació
| - Nº1: Izuku Midoriya: l'origen - Nº2: Músculs que rugeixen - Nº3: La prova d'accés - Nº4: La línia de sortida - Nº5: Una entrada trencadora - Nº6: El que puc fer ara - Nº7: Ens vestim? |

| - Nº8: Lluita, motivat de merda - Nº9: En Deku contra en Katsu - Nº10: Sucumbeix, Bakugô - Nº11: La línia de sortida d'en Bakugô - Nº12: Molt bé! Ànims, Iida! - Nº13: Entrenament de rescat - Nº14: Topada amb un món desconegut - Nº15: Cara a cara - Nº16: Entomeu això, malvats - Nº17: Game over |

| - Nº18: Els herois contraataquen - Nº19: All Might - Nº20: El món professional - Nº21: A l'interior de cadascú - Nº22: Ara ho entenc, Ochaco - Nº23: Rugeix, festival esportiu - Nº24: Corre i venceràs - Nº25: Bones peculiaritats - Nº26: Perseguit |

| - Nº27: Negociacions decisives - Nº28: Estratègies per tot arreu - Nº29: No ho saben - Nº30: Final de la batalla a cavallet - Nº31: El noi que ho tenia tot - Nº32: El príncep del món absurd - Nº33: La realitat d'en Shinsô - Nº34: Victòria o derrota - Nº35: Coratge per al repte! |

| - Nº36: En Bakugô contra la Uraraka - Nº37: En Midoriya i l'Endeavor - Nº38: En Todoroki contra en Midoriya - Nº39: Shôto Todoroki: l'origen - Nº40: Independència - Nº41: Ànims, Iida - Nº42: La final - Nº43: En Todoroki contra en Bakugô - Nº44: Vacances compensatòries |

| - Nº45: Toca triar nom - Nº46: Que estrany que és! Apareix en Gran Torino - Nº47: Alguna cosa es remou - Nº48: Qüestió de pràctica - Nº49: En Midoriya i en Shigaraki - Nº50: Matar sense pietat - Nº51: No, no ho facis, Iida - Nº52: El mataherois Stain contra l'alumnat de la Yûei - Nº53: D'en Todoroki a l'Iida |

| - Nº54: Re-Ingenium - Nº55: La batalla final!? - Nº56: La batalla final - Nº57: Els efectes del mataherois Stain - Nº58: Després de les pràctiques d'empresa - Nº59: Atenció!! Històries del passat - Nº60: A punt per als exàmens - Nº61: La pitjor combinació - Nº62: Katsuki Bakugô: l'origen |

| - Nº63: La Yaoyorozu aixeca el vol - Nº64: Els reptes - Nº65: El mur - Nº66: El diari detallat de la classe d'en Midoriya - Nº67: La renovació - Nº68: La trobada - Nº69: Entrevista amb en Midoriya - Nº70: Wild Wild Pussycats - Nº71: Kôta |

| - Nº72: La segona jornada - Nº73: Bona tarda - Nº74: Senyals de fum - Nº75: Juga-te-la, heroi! - Nº76: El meu heroi - Nº77: El vistiplau - Nº78: Un remolí de confusió - Nº79: Cop de puny d'acer!! - Nº80: Es forma la tropa d'escorta d'en Bakugô! |

| - Nº81: Tensió fragorosa - Nº82: D'aquí cap allà - Nº83: La desfeta - Nº84: De l'Iida per a en Midoriya - Nº85: Colla de ximples - Nº86: Abans de la tempesta - Nº87: A l'atac - Nº88: All for one - Nº89: Tots per a un - Extra: El diari raucador de la Tsuyu |

| - Nº90: La mà estesa - Nº91: El símbol de la pau - Nº92: One for all - Nº93: Les brases del one for all - Nº94: El missatge del mestre al deixeble - Nº95: La fi del principi, el principi de la fi - Nº96: De visita casa per casa - Nº97: Mares que parlen sense embuts - Nº98: L'ingrés a l'internat - Nº99: Adeu als dos dígits, passem als tres |

| - Nº100: L'hora de les tècniques infal·libles - Nº101: Qui és la Mei Hatsume? - Nº102: L'examen - Nº103: A tot gas! Cadascú amb la seva força! - Nº104: L'institut Shiketsu - Nº105: La classe de 1r A - Nº106: Els pensaments d'en Denki Kaminari - Nº107: Mares que parlen sense embuts - Nº108: Vinga, afanyem-nos! |

| - Nº109: El simulacre de rescat - Nº110: Continua el simulacre de rescat - Nº111: Un inici complicat - Nº112: Però què feu? - Nº113: Després de l'examen - Nº114: Després de les notes - Nº115: Desfermats - Nº116: Salutació des del tàrtar - Nº117: Parlem del teu do - Nº118: Una lluita sense sentit |

| - Nº119: En Deku contra en Katsu 2 - Nº120: El trio - Nº121: Comencen les classes - Nº122: Temporada de trobades - Nº123: Invencible - Nº124: Moviments incipients. Les extracurriculars - Nº125: Overhaul - Nº126: Obre't, món - Nº127: En Sir Nighteye, l'Izuku Midoriya, en Mirio Tôgata i l'All Might - Nº128: Noi coneix... |

| - Nº129: Eri - Nº130: Tota la veritat - Nº131: Contra el destí - Nº132: El pla - Nº133: A l'atac, Kirishima - Nº134: Aguanta, Red Riot - Nº135: Una història no gens agradable - Nº136: A tocar!! - Nº137: Ens hem d'avançar! |

| - Nº138: Endavant! - Nº139: Quin horror! El laberint subterrani - Nº140: En Suneater dels Big 3 - Nº141: Darrere dels Hassaishû - Nº142: Escut més escut i llança més escut - Nº143: Enfronta't a mi, Rappa! - Nº144: Red Riot (1) - Nº145: Red Riot (2) - Nº146: Els membres externs - Nº147: Togwice! |

| - Nº148: Els dubtes dels joves Togwice - Nº149: Mira de calmar-te, Irinaka - Nº150: En Miro Tôgata - Nº151: En Miro Tôgata!! - Nº152: En Lemillion - Nº153: La transformació!! - Nº154: L'esperança invisible - Nº155: Salvadors i salvats, el lloc de l'heroi - Nº156: La força dels salvats - Nº157: Il·limitat al 100% |

| - Nº158: La peculiar bondat d'en Chisaki - Nº159: Fi!! - Nº160: L'autopista - Nº161: Un futur radiant - Nº162: El més apropiat - Nº163: Un foc incipient - Nº164: Trastos - Nº165: Com arribar al cor dels nens - Nº166: Un entrenament reconfortant - Nº167: La línia de sortida de l'heroi número 1 |

| - Nº168: L'estrany comportament de l'Aoyama - Nº169: El festival cultural - Nº170: Amb l'Eri - Nº171: En Gentle i La Brava - Nº172: Els preparatius sempre són divertits (1) - Nº173: Els preparatius sempre són divertits (2) - Nº174: Golden Tips Imperial - Nº175: De bon matí - Nº176: En Deku contra en Gentle Criminal - Nº177: A l'obra |

| - Nº178: Qui és La Brava - Nº179: Comença el festival cultural!! - Nº180: En secret - Nº181: Pensar en algú - Nº182: Gaudim del festival! - Nº183: S'acaba el festival! - Nº184: El rànquing d'herois JP - Nº185: En Hawks, l'heroi alat - Nº186: L'Endeavor i en Hawks - Nº187: Crema, rugeix! L'enfrontament contra el nômu: High End - Nº188: El meu pare és el número u |

| - Nº189: El motiu per continuar endavant - Nº190: El principi - Nº191: En Dabi, en Hawks i l'Endeavor - Nº192: Els Todoroki - Nº193: Les ombres - Nº194: Previsió de fred a la Yûei! - Nº195: Enfrontament entre les classes A i B! - Nº196: Endavant, Shinsô! - Nº197: La compensació de dons - Nº198: De vegades cal aturar-se! - Nº199: Improvisem noves tècniques! - Nº200: La gran estratega! |

| - Nº201: Mirar més enllà - Nº202: El tercer combat - Nº203: Flexibilitat: Jûzô Honenuki - Nº204: Tunejat - Nº205: Fer volta - Nº206: Fi del tercer combat - Nº207: El més ràpid guanya! - Nº208: Fi del quart combat - Nº209: Inici del cinquè combat - Nº210: El somni del one for all - Nº211: El successor - Nº212: El successor (segona part) |

| - Nº213: El lloc de l'ànima - Nº214: El nostre tots contra tots - Nº215: Cara a cara! En Midoriya contra en Shinsô - Nº216: L'A contra la B - Nº217: El nou poder i l'All for One - Nº218: L'exèrcit d'alliberament de Superpoders - Nº219: Llisca, Slidin'Go! - Nº220: La meva acadèmia de malvats - Nº221: El regal de l'All for One - Nº222: Tomura Shigaraki: distorsió - Nº223: Paneroles - Nº224: L'adveniment |

| - Nº225: Entrevista amb la vampira - Nº226: La sang de l'amor - Nº227: Tinc son - Nº228: La ferida interior - Nº229: All it takes is one bad day (Només cal un mal dia) - Nº230: La desfilada de l'home trist - Nº231: El camí - Nº232: Superpoder i do - Nº233: Un futur brillant - Nº234: Desvetllament destructor - Nº235: Tenko Shimura: l'origen |

| - Nº236: Tenko Shimura: l'origen 2 - Nº237: Tomura Shigaraki: l'origen - Nº238: L'alliberament - Nº239: El successor - Nº240: La força - Nº241: Ànims amb l'entrevista! - Nº242: Fem un Nadal entranyable! - Nº243: Cap a l'agència Endeavor! - Nº244: La recomanació - Nº245: En acció - Nº246: El missatge |

| - Nº247: La situació actual - Nº248: D'un en un - Nº249: L'infern dels Todoroki - Nº250: Ending - Nº251: Una setmana - Nº252: Sense perdó - Nº253: Shirakumo - Nº254: Et mereixes ser heroi més que ningú - Nº255: L'aspirant a heroi - Nº256: Un cel blau immens - Nº257: Passa-ho, sigui qui sigui - Nº258: Companys |

| - Nº259: Un començament silenciós - Nº260: Tota la vida - Nº261: Els high ends - Nº262: La Mirko, la número 5 - Nº263: Tots junts!! - Nº264: One's Justice - Nº265: El malvat i l'heroi - Nº266: Happy life - Nº267: Les flames |

| - Nº268: Mobilització immediata! - Nº269: Els tres - Nº270: El successor - Nº271: Mals presagis! - Nº272: Bon dia! - Nº273: Destrucció extrema - Nº274: La cerca - Nº275: La trobada 2 - Nº276: Trampós! |

| - Nº277: No sé de qui em parles - Nº278: La calamitat vivent - Nº279: L'Aliança de Malvats contra els alumnes de la Yûei - Nº280: Red Riot (3) - Nº281: Plus ultra - Nº282: La destrucció, a l'aguait - Nº283: 75 - Nº284: Una batalla al cel blau - Nº285: Katsuki Bakugô: l'ascens |

| - Nº286: Aquells de dins nostres - Nº287: Un error - Nº288: Hem de rescatar en Takeo!! - Nº289: Senyoreta franca i senyoreta reservada - Nº290: El ball d'en Dabi - Nº291: Gràcies per continuar viu - Nº292: Un fil d'esperança - Nº293: Una societat saturada d'herois - Nº294: L'últim espectacle - Nº295: Perseverança |

| - Nº296: Un infern extrem - Nº297: El Tàrtar - Nº298: El brogit de la destrucció - Nº299: Una pel·lícula trista - Nº300: L'infern dels Todoroki (2) - Nº301: El foc mal apagat (1) - Nº302: El foc mal apagat (2) - Nº303: Els tres millors - Nº304: L'Izuku Midoriya i en Toshinori Yagi - Nº305: L'Izuku Midoriya i en Tomura Shigaraki - Nº306: Comença l'acte final |

| - Nº307: Quant de temps!! - Nº308: Amb totes les forces!! - Nº309: L'adeu a la infància - Nº310: Mestre i deixeble - Nº311: És aquí!! - Nº312: La sicària - Nº313: Artilleria de llarg abast i alta mobilitat - Nº314: L'espaterrant Lady Nagant - Nº315: Paraules - Nº316: The next - Nº317: Ferides, sang i fang - Nº318: A les palpentes |

| - Nº319: Amics - Nº320: En Deku contra l'A - Nº321: De l'A al one for all - Nº322: El gran déu assassí bombardejador Dynamighte - Nº323: Un pas - Nº324: Insistència infantil - Nº325: El one for all uneix - Nº326: Qui ets? - Nº327: Rest!!! - Nº328: Més unió |

| - Nº329: Occident al límit! Una dona superincreïble - Nº330: Les dues cares - Nº331: Els Estats Units - Nº332: Un nou model de míssils de creuer intercontinentals supersònics - Nº333: Un espectre - Nº334: Un regal - Nº335: Els embrions - Nº336: Malvat - Nº337: Vida d'un sol ús - Nº338: La història d'abans que tots fóssim herois (1) - Nº339: La història d'abans que tots fóssim herois (2) |

| - Nº340: La història d'abans que tots fóssim herois (3) - Nº341: La història d'abans que tots fóssim herois (-1) - Nº342: La calma abans de la tempesta - Nº343: Let you down - Nº344: Tots protagonistes - Nº345: Division - Nº346: L'escenari superhipermegamerda - Nº347: Inflation - Nº348: El desamor - Nº349: Battle flame - Nº350: Foc i rancúnia |

| - Nº351: Dues flames incandescents - Nº352: Tècniques infal·libles - Nº353: Endeavor - Nº354: Aquí! - Nº355: Extres - Nº356: Reflexió sobre l'enemic - Nº357: Flames genuïnes! Un heroi ferit - Nº358: El noi que ha avançat una mica - Nº359: Lloc d'aprenentatge - Nº360: Malgrat tot - Nº361: Fenomen anormal - Nº362: Light fades to rain |

| - Nº363: Protecció i invasió - Nº364: A què destines el poder? - Nº365: Els números 4 i 5 - Nº366: Préssec - Nº367: En Deku contra l'All for One - Nº368: Forceja, one for all - Nº369: El temps acumulat - Nº370: HIStory - Nº371: Sempre amb en Shôji - Nº372: Naked - Nº373: L'amistat - Nº374: L'efecte papallona |

| - Nº375: Bogeria total - Nº376: Quan tot sembla anar malament - Nº377: La cadena d'esdeveniments - Nº378: La història d'abans que tots fóssim herois (4) - Nº379: Hopes - Nº380: Pels pèls, tios - Nº381: Tenebres - Nº382: No permetré que te'n vagis! - Nº383: Feblesa d'esperit - Nº384: It's a small world - Nº385: L'impuls de la joventut - Nº386: I AM HERE |

| - Nº387: A foc lent - Nº388: Tôya - Nº389: Tranquil·litat i pregària - Nº390: Shôto Todoroki: l'ascens - Nº391: El món que va rebutjar - Nº392: Nom de malvada - Nº393: L'egoisme d'una noia - Nº394: L'Ochako Uraraka contra la Himiko Toga - Nº395: Més enllà de la felicitat - Nº396: Una lluita sense do - Nº397: La recollida de la brossa - Nº398: Toshinori Yagi: l'origen de l'ascens |